# No. 41 Squadron RAF
No. 41 Squadron RAF – brytyjska jednostka lotnicza utworzona 22 maja 1916 w Gosport głównie z części personelu No. 28 Squadron RAF jako No 41 Squadron RFC. 22 maja został rozwiązany, a na jego miejsce powołano "27 Reserve Squadron". 14 lipca 1916 roku dywizjon 41 został ponownie powołany do życia, z większości personelu 27 dywizjonu.

## I wojna światowa
Pierwotnie jednostka została wyposażona w samoloty Vickers F.B.5 'Gun Bus' i Airco D.H.2. We wrześniu 1916 roku została przezbrojona w  Royal Aircraft Factory F.E.8.
Od 15 października 1916 roku do końca wojny jednostka służyła na terytorium Francji.
Przez cały czas I wojny światowej jednostka walczyła na froncie zachodnim. Brała udział m.in. w Bitwa nad Sommą, Bitwa pod Cambrai (1917). Na początku 1918 roku dywizjon został przezbrojony w samoloty Royal Aircraft Factory S.E.5, na których służyła do końca wojny i odniosła najwięcej zwycięstw. Po zakończeniu wojny jednostka pozostała na terytorium Europy do lutego 1919 roku kiedy to powróciła do Wielkiej Brytanii do Tangmera. W końcu 1919 roku została rozwiązana.
No. 41 Squadron RAF w całym okresie I wojny światowej odniosła  246 zwycięstw powietrznych, w tym zniszczyła 134 samoloty wroga.
Łącznie w jednostce w okresie I wojny światowej służyło 17 asów myśliwskich m.in.:
William Gordon Claxton (37), Frederick McCall (32), William Ernest Shields (24), Eric John Stephens (13), Frank Soden (11), Russell Winnicott (10), Geoffrey Hilton Bowman (9), Roy W. Chappell (9), Alfred Hemming (8), Frank H. Taylor (8), Ernst Davis (7), Malcolm MacLeod (7), Stanley Asa Puffer (7), Harry Ellis Watson (6), Loudoun MacLean (5), Meredith Thomas (5), William Gillespie (5).

### Dowódcy jednostki do 1919 roku
| Stopień | Nazwisko               | Data objęcia stanowiska |
| ------- | ---------------------- | ----------------------- |
| major   | Joseph H.A. Landon     | lipiec 1916             |
| major   | Frederick J. Powell    | 7 sierpnia 1917         |
| major   | Geoffrey Hilton Bowman | 2 lutego 1918           |